# 말루쿠 제도

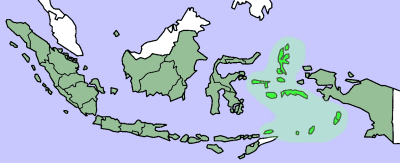
말루쿠 제도의 위치

말루쿠 제도(인도네시아어: Kepulauan Maluku)는 인도네시아의 군도로 말레이 제도의 일부이다. 술라웨시섬의 동쪽, 파푸아섬의 서쪽, 티모르섬의 북쪽에 자리한다. 말루쿠 제도에서 가장 큰 섬은 할마헤라섬이다. 유럽에서는 몰루카(영어: Moluccas, 네덜란드어: Molukken)라고도 한다.
1950년부터 1999년까지는 제도 전체가 하나의 주였으나, 말루쿠주와 말루쿠우타라주로 나뉘었다.

## 역사

### 초기 역사
오스트랄로-멜라네시아인(Australo-Melanesian)들은 말루쿠 제도에 거주한 최초의 인종으로 대략 4만년전에 제도에 거주하였다. 이후 기원전 2000년 경에는 오스트로네시아인들의 이주가 있었다. 트르나테(Ternate)에서 발견된 고대 유물 중에는 데비 파르바티 석상(Dewi Parvati statue)이 있는데, 바닥에 연꽃 장식이 있어 마자파힛 제국 시기에 조성된 것이라는 점, 다시 말해 초기 힌두교 및 불교 시기에 만들어진 것이라는 것을 보여준다. 기타 다른 고대 유물들로부터는 아랍 상인들이 14세기에 제도에 도착하여 이슬람교를 전파하였던 것으로 추정할 수 있다. 이슬람으로의 개종이 많은 섬들에서 이뤄졌으며, 특히 교역 중심지에서 개종이 활발히 이뤄졌다. 반면 원주민의 정령신앙(animism)이 내륙지역이나 외부로부터 심하게 고립된 섬에서는 오래 지속되었다. 이에 관한 고고학적 증거들로는 돼지 이빨의 발굴에 크게 의존하고 있다. 즉 돼지 이빨이 발견된다는 것은 돼지고기를 먹었다는 것을 의미하는 바, 이는 이슬람교 전파 이전 시기에 해당한다는 것을 의미한다. 반면 특정 시점 이후 시기에는 돼지 이빨이 발견되지 않는데, 이는 이슬람교 전파 이후 율법에 따라 돼지고기를 먹지 않게 되었다는 것을 의미한다. 발굴된 돼지 이빨의 연대 측정을 통하여 말루쿠 제도 일대의 이슬람교 전파 시기를 추정할 수 있는 것이다.

### 포르투갈인의 도래

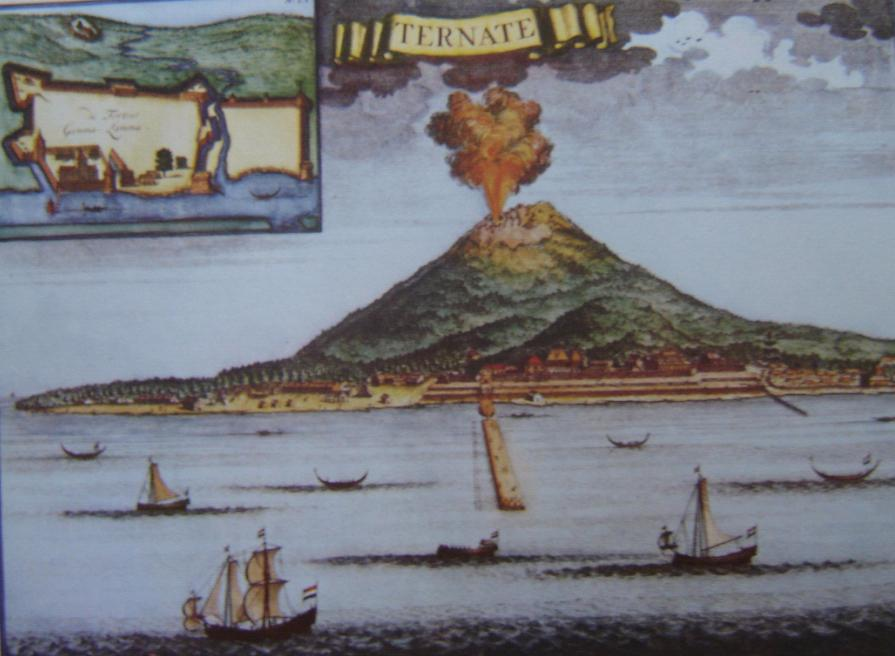
네덜란드 화가가 그린 것으로 추정되는 트르나테(Ternate) 그림, 이는 말루쿠 제도에 성 요한 세례자 포르투갈 건설 요새(Saint John Baptist Portuguese-built fort)를 보여준다.

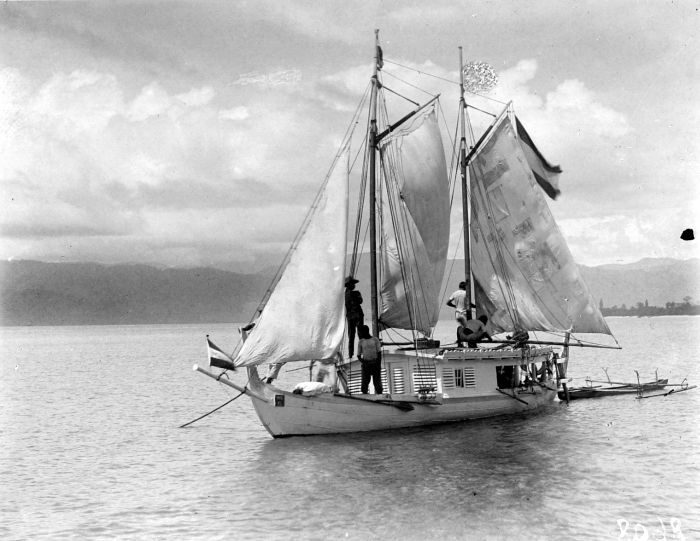
말루쿠 제도에서 흔한 전통 항해선인 오렘바이(orembai)

1511년 8월, 포르투갈이 현 말레이시아의 항구도시 말라카를 정복하였다. 인도와 극동지역을 연결하는 말라카 해협에 위치한 말라카는 선박 항해에 있어서 교통의 요충지중에 하나였다. 포르투갈인들의 출현이 끼친 중대한 영향은 동남아 교역의 파괴와 재구성이었다. 또한 말루쿠 제도를 포함한 인도네시아 동부에서는 가톨릭교의 유입이었다.
한 포르투갈인의 일기에는 '이들이 (무어인이) 되기 시작한 지 30년이 된다.'고 적혀 있다.
아폰수 드 알부케르크(Afonso de Albuquerque)는 반다 제도와 향료 제도(Spice Islands)로 가는 항로를 알게 되었고, 안토니우 드 아브레우(António de Abreu), 시망 아폰수 비시구두(Simão Afonso Bisigudo), 프란시스쿠 세랑(Francisco Serrão)의 지휘 하에 선박 3척으로 구성된 탐험대를 파견하였다. 1512년, 귀항 길에 세랑은 암본 섬(Ambon) 북단을 지칭하는 히투 섬(Hitu)에 좌초되었다. 그곳에서 세랑은 자신들의 전투기술에 반한 지역 통치자와 관계를 형성하였다. 상호 경쟁 중이던 트르나테 술탄국과 티도레 술탄국 통치자들도 포르투갈의 지원을 요구하였다. 1511년 포르투갈인들이 말라카를 침공함으로 인해서 자바인들과 말레이인들이 이 일대로 항해해 와서 교역하는 지역 무역이 일시적으로 단절됨에 따라 발생한 단기적 소강상태에서, 포르투갈인들은 이들이 생산하는 보급품과 향료를 구입해 주는 고객으로서 환영받았다. 향료무역은 곧 부활했지만 포르투갈인들은 향료무역을 완전히 독점하거나 단절시키지 못하였다.
트르나테의 통치자들과 동맹을 맺으면서, 세랑은 트르나테섬에 요새 1기를 설치하였고, 포르투갈 뱃사람들로 구성된 용병 부대의 수장이 되었다. 이 용병부대는 향료 무역 대부분을 장악하면서 서로 앙숙이었던 트르나테와 티도레의 지방 술탄들 중 트르나테를 위하여 복무하였다. 그러나 세랑과 페르디난드 마젤란은 서로 만나기 전에 사망하였다. 1513년, 포르투갈인들은 처음으로 암본에 상륙하였다. 그러나 포르투갈인들이 트르나테로부터 쫓겨난 후, 암본은 포르투갈인들의 말루쿠에서의 활동에 있어 새로운 중심지가 되었다. 지역 내 유럽인들의 힘은 약하였고, 트르나테는 확장 중에 있던 강경한 이슬람 및 반-유럽 성향을 갖춘 국가였다. 포르투갈-트르나테 전쟁은 술탄 밥 울라(Sultan Baab Ullah, 재위 1570~1583)과 그의 아들 술탄 사이디 베르캇(Sultan Saidi Berkat, 재위 1583~1606)의 재위 기간 동안 발생하였다.
포르투갈의 선교 활동으로 인하여, 인도네시아 동부 지역에서는 거대한 가톨릭 공동체가 비교적 최근 시기까지도 지속되고 있었다. 이는 유럽인들과의 교역을 통하여 발생하는 상호 이해관계를 공유한 것에서 비롯하였으며, 특히 암본인들 사이에 이러한 공동체가 크게 형성되었다.

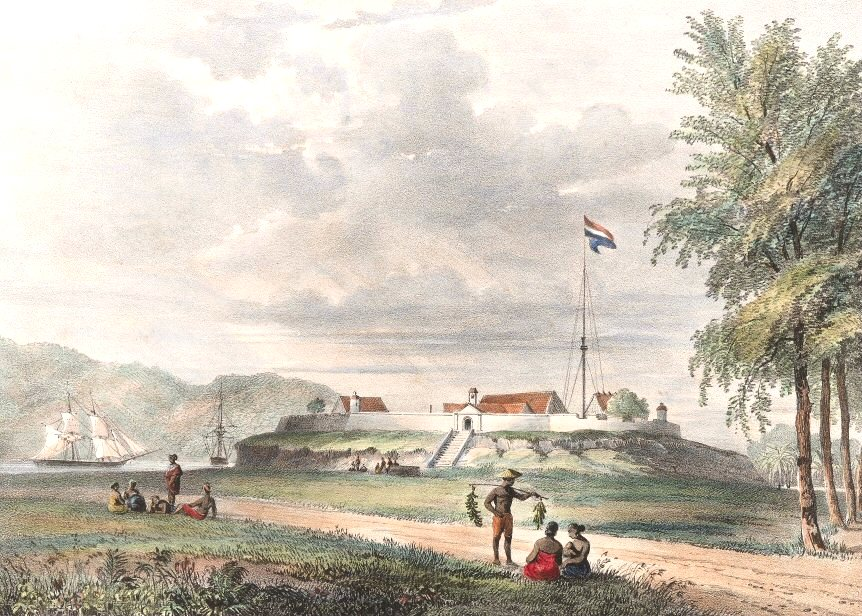
1846년 사파루아에 있는 두르스테드 요새(Fort Duurstede)